# Castilly
Castilly est une ancienne commune française du département du Calvados et de la région Normandie, peuplée de 287 habitants.
Le 1er janvier 2017, elle devient commune déléguée au sein de la commune nouvelle d'Isigny-sur-Mer.

## Géographie
La commune se situe dans le Bessin, à six kilomètres au sud-est d'Isigny-sur-Mer et à vingt-quatre kilomètres de Bayeux. Castilly est incluse dans le parc naturel régional des Marais du Cotentin et du Bessin.

## Histoire
Castilly-la-Forêt a fusionné le 15 février 1965 avec la commune de Mestry sous le nom de Castilly.

## Politique et administration
| Période                                  | Période       | Identité               | Étiquette    | Qualité                                                                                         |
| ---------------------------------------- | ------------- | ---------------------- | ------------ | ----------------------------------------------------------------------------------------------- |
| 1793                                     | 1793          | Gabriel Borel          |              |                                                                                                 |
| 1793                                     | An IV         | Pierre Regnault        |              |                                                                                                 |
| An IV                                    | An VI         | Pierre Morel           |              |                                                                                                 |
| An VII                                   | 1807          | Jacques Lequesne       |              |                                                                                                 |
| 1808                                     | 1812          | Philippe Guilbert      |              |                                                                                                 |
| 1813                                     | 1816          | Pierre Morel           |              |                                                                                                 |
| 1816                                     | 1835          | Jean-François Reynauld |              |                                                                                                 |
| 1835                                     | 1866          | Pierre Morel           |              |                                                                                                 |
| 1866                                     | 1869          | Pierre Beuville        |              |                                                                                                 |
| 1869                                     | 1870          | Marcellin Ballingand   |              |                                                                                                 |
| 1871                                     | 1871          | Michel Eudeline        |              |                                                                                                 |
| 1871                                     | 1904          | Ferdinand Beuville     |              |                                                                                                 |
| 1904                                     | 1909          | Pierre Catherine       |              |                                                                                                 |
| 1909                                     | 1914          | Lucien Mare            |              |                                                                                                 |
| 1914                                     |               | Gustave Blet           |              |                                                                                                 |
| 1995                                     | décembre 2016 | Louis Lelong           | UMP puis UDI | Cadre de banque Conseiller général Président de la CdC Isigny Grandcamp Intercom de 2002 à 2014 |
| Les données manquantes sont à compléter. |               |                        |              |                                                                                                 |

## Démographie
En 2021, la commune comptait 287 habitants. Depuis 2004, les enquêtes de recensement dans les communes de moins de 10 000 habitants ont lieu tous les cinq ans (en 2005, 2010, 2015, etc. pour Castilly) et les chiffres de population municipale légale des autres années sont des estimations.
| 1793 | 1800 | 1806 | 1821 | 1831 | 1836 | 1841 | 1846 | 1851 |
| ---- | ---- | ---- | ---- | ---- | ---- | ---- | ---- | ---- |
| 493  | 482  | 610  | 614  | 615  | 646  | 652  | 668  | 663  |

| 1856 | 1861 | 1866 | 1872 | 1876 | 1881 | 1886 | 1891 | 1896 |
| ---- | ---- | ---- | ---- | ---- | ---- | ---- | ---- | ---- |
| 596  | 561  | 529  | 533  | 501  | 522  | 534  | 512  | 465  |

| 1901 | 1906 | 1911 | 1921 | 1926 | 1931 | 1936 | 1946 | 1954 |
| ---- | ---- | ---- | ---- | ---- | ---- | ---- | ---- | ---- |
| 482  | 460  | 389  | 359  | 384  | 367  | 383  | 381  | 357  |

| 1962 | 1968 | 1975 | 1982 | 1990 | 1999 | 2005 | 2010 | 2015 |
| ---- | ---- | ---- | ---- | ---- | ---- | ---- | ---- | ---- |
| 332  | 468  | 416  | 343  | 263  | 249  | 263  | 287  | 299  |

| 2018 | - | - | - | - | - | - | - | - |
| ---- | - | - | - | - | - | - | - | - |
| 306  | - | - | - | - | - | - | - | - |

## Économie
La commune se situe dans la zone géographique des appellations d'origine protégée (AOP) Beurre d'Isigny et Crème d'Isigny.

## Lieux et monuments

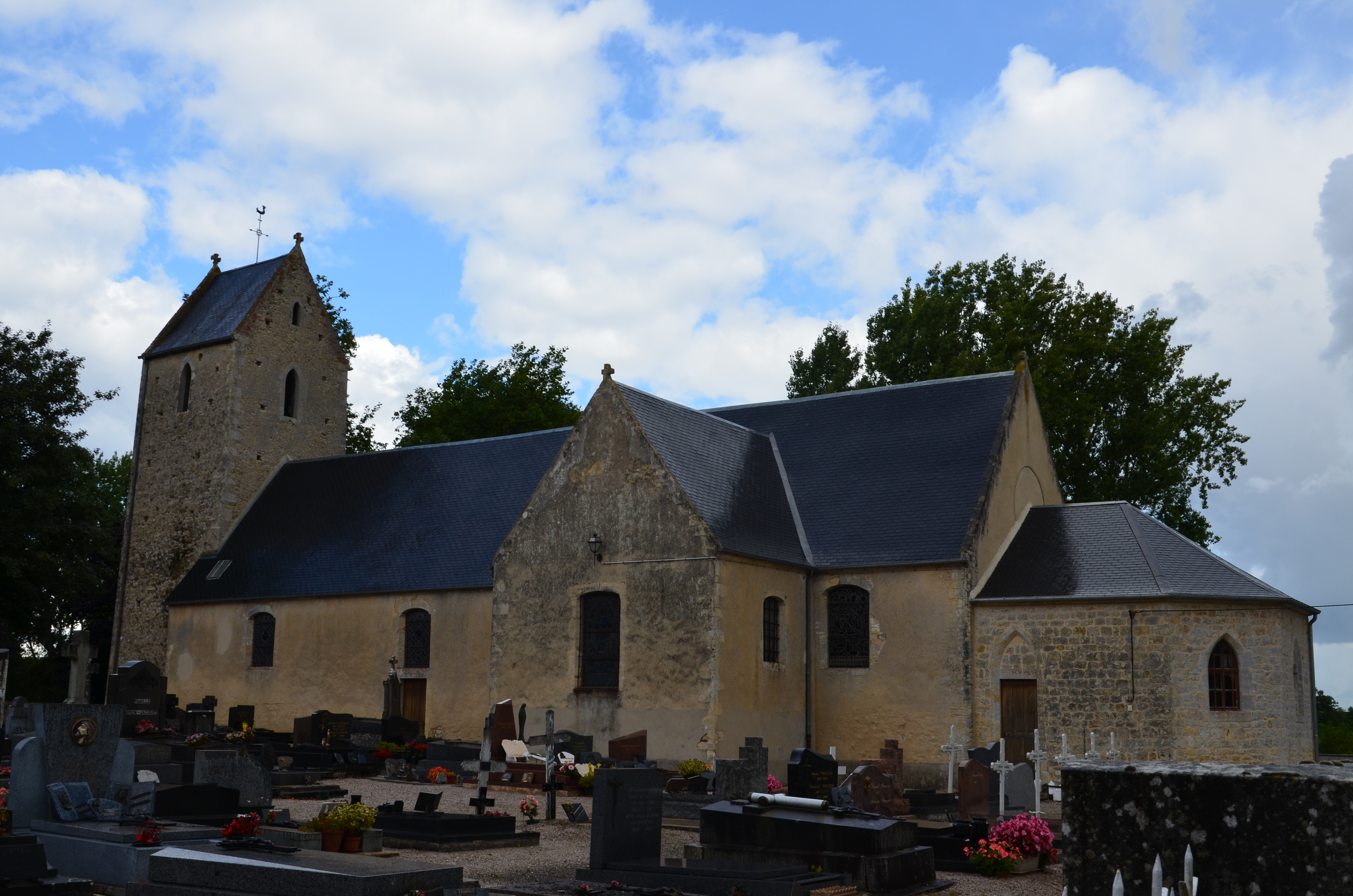
L'église de la Nativité-de-Notre-Dame.

- Château de Castilly, du XVIIIe siècle, entouré d'un parc à la française classé de quatre hectares et de 1 200 mètres de douves.
- Église de  de la Nativité-de-Notre-Dame.
- Église de l'Assomption-de-Notre-Dame de Mestry.
- Ferme-manoir de Saint-Blaise : construite probablement au XVIIe siècle sur la paroisse de Mestry (Mestreium) elle aurait été à cette époque la possession de la famille Boran, comme indiqués dans les sources de Philippe de Boran, marquis de Castilly, seigneur et patron de Mestry. La ferme restera la possession des Boran jusqu'en 1734, quand l'unique héritière, Marie-Thérèse de Boran, apporte à la suite de son mariage tous ses biens à Marie-Charles Antoine de Faudoas[7],[Note 3]. La ferme se compose d'un logis principal de plan rectangulaire flanqué de deux petits pavillons et de plusieurs bâtiments agricoles disposés en U autour de la cour. On accède à la cour par un portail simple encadré par deux piliers. La construction est en moellon calcaire et le toit en ardoise que surmontent deux cheminées. On pénètre dans le logis par une porte en arc en plein cintre encadrée de pilastres. Les communs comprennent notamment un ancien pressoir encore utilisé aujourd'hui pour la production de cidre biologique[8].
- Fermes-manoirs de la Hongrie, de Semilly, du prieuré, du Château-Rouge, de Corainville[7].

## Personnalités liées à la commune
- Georges Beuville (1902-1982), illustrateur, peintre de l'Air, né à Mestry.
- Pierre Michel (1929-2023), cycliste français, est né dans la commune.